# Groupes ouvriers communistes

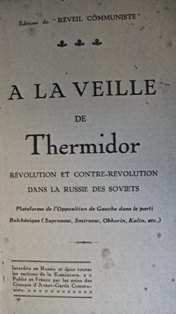
Brochure des Groupes Ouvriers Communistes

Les groupes ouvriers communistes constituent un groupe international d'ultra-gauche des années 1920.

## Historique
Durant les années 1920, des éléments de la Gauche italienne (« bordiguiste ») prennent individuellement contact avec la Gauche allemande. Michelangelo Pappalardi, en particulier, milite en 1923 en Allemagne où il représente le PC d’Italie auprès du KPD, période durant laquelle il discute avec le KAPD. Démissionnaire du PC d’Italie, il s’installe à Lyon, où il est en correspondance avec Amadeo Bordiga. Durant les années qui suivent, les « bordiguistes » préconisent le développement de tendances révolutionnaires au sein du PCF, et de fractions communistes dans les syndicats. Une partie de la Gauche italienne en exil en vient à refuser ces positions et se rapproche de celles du KAPD, en particulier par le biais de contacts avec Karl Korsch. Cette tendance, influencée par Pappalardi se détache des « bordiguistes » menés par Ottorino Perrone (it) (Vercesi) réfugié à Paris. La rupture est consommée en juillet 1927, et en novembre de cette même année sort le premier numéro du « Réveil Communiste », bulletin intérieur des groupes d’avant-garde communiste, édité à Lyon. Le Réveil Communiste, rejette, à l’instar de Karl Korsch, le volontarisme d’organisation : « Pas de nouvelle organisation internationale sans que le processus de développement d’une ligne de gauche sur le terrain international ne soit accompli ».

Le Réveil Communiste continue cependant de se réclamer, non sans illusions, de Bordiga : « Si Bordiga n’est pas formellement en dehors de la Comintern, il l’est dans les faits, car il n’est pas sur le terrain théorique du Léninisme, c’est-à-dire du néo-Léninisme » (R.C. no 2, janvier 1928. Cette position difficilement tenable amène rapidement le Réveil à critiquer Bordiga resté fidèle à la « ligne tactique du compromis » préconisée par Lénine. La critique s’applique également à Trotsky continuateur du léninisme et défenseur de l’État russe. Le Réveil salue par contre l’émergence d’une Gauche communiste au sein du parti bolchévik, en publiant en brochure un pamphlet de celle-ci : Avant Thermidor.

Ces critiques favoriseront encore la convergence avec Karl Korsch dont le Réveil publie deux textes : « Dix ans de lutte de classe dans la Russie des soviets » (R.C. no 1), et « La Gauche marxiste en Allemagne » (R.C. no 4). 
Ces positions en rupture avec le léninisme entraîne en 1928 le départ de quelques éléments (Piero Corradi,…) fidèles au léninisme, qui rejoignent la Fraction de la gauche italienne constituée en Fraction de gauche du PC d’Italie (représentant l’orthodoxie bordiguiste) à la conférence de Pantin d'avril 1928. Elles vont par contre favoriser l’arrivée d’éléments non issus de la Gauche italienne, comme André Prudhommeaux (alias Jean Cello, alias André Prunier) et sa femme Dori (Dora Ris). Ceux-ci ont ouvert la même année la « Librairie Ouvrière », au 67 boulevard de Belleville, lieu de rencontre de divers communistes oppositionnels. 
L’évolution du Réveil vers la Gauche Allemande conduit à son remplacement par L’Ouvrier Communiste, organe des « Groupes ouvriers communistes » (GOC), dont le premier numéro paraît en août 1929, et dont le siège est la Librairie Ouvrière. Le terme « ouvrier communiste » fait explicitement référence au KAPD (Parti communiste ouvrier d’Allemagne). L’Ouvrier Communiste se considère alors comme une branche de la véritable Gauche marxiste, « celle dont en 1919 et 1920 les représentants étaient Pankhurst en Angleterre, et en Hollande les Tribunistes : H. Gorter et A. Pannekoek » (O.C. no 1). La rupture avec le léninisme est à nouveau affirmé : « La ligne léniniste a mené aux pires défaites, la constitution des partis de masse a formé par-dessus le marché un nouveau rempart opportuniste et contre-révolutionnaire dans le camp du prolétariat » (idem).
En juillet 1930, les GOC publient la Réponse à Lénine sur « La maladie infantile du communisme », de Herman Gorter. Le texte a été traduit par Prudhommeaux et est édité par la Librairie Ouvrière.  Leur introduction au texte de Gorter est une nouvelle occasion de souligner la différence entre la position opportuniste bordiguiste et le radicalisme de l’ultra-gauche allemande : « En fait l’offensive contre la gauche donna des résultats favorables (au léninisme) en Italie et en Angleterre, où Bordiga et Pankhurst rentrèrent dans les rangs du Léninisme. Les tribunistes hollandais, Gorter et Pannekoek, les éléments du Parti Communiste allemand (K.A.P.D.) restèrent seuls sur la brèche du l’Internationalisme marxiste. La même année, pendant un voyage à Berlin et Leipzig, Prudhommeaux entre en rapport avec entre autres le KAPD et l’AAU. Des contacts sont également pris avec les Hollandais du Gruppe internationale Kommunisten (GIK). 
Les GOC forment alors un petit groupe (15 à 20 ?), mais entretiennent à un niveau international des liens avec différents groupes ultra-gauches anti-léninistes. Parmi ceux-ci figure Groupe Ouvrier russe de Gavril Miasnikov. Expulsé du Parti bolchévik en 1922, Miasnikov avait réussi à faire paraître en allemand à Berlin le Manifeste du Groupe Ouvrier, grâce à l’aide du KAPD. Arrêté et torturé par le régime léniniste en 1923, il s’enfuit en 1928 et réussit à entrer en France en 1930, en particulier grâce à une campagne menée par K. Korsch et L’Ouvrier Communiste. Vivant alors à Paris, il participe aux activités des GOC. 
À ce stade, on retrouve formulée par les GOC, l’essentiel des positions de principe définissant la Gauche communiste :
- l’anti-parlementarisme ;

- le rejet des mouvements nationaux. L’OC reprend sur ce point la position de Rosa Luxemburg et se montre ainsi plus clair que par exemple la Gauche hollandaise ;

- l’anti-syndicalisme : « On ne peut conquérir les syndicats à la révolution, on ne peut créer des syndicats révolutionnaires » (O.C. no 1 ). Sur cette question, l’OC est sur les positions du KAPD et rejette celles de l’AAU d’Allemagne qui voudrait transformer les comités d’usine « en formes qui remplacent le syndicat classique » ;

- le rejet du volontarisme d’organisation : « nous ne sommes pas pressés de fonder un nouveau parti, d’élargir notre base d’organisation… », « Le rôle du parti n’est pas un rôle de suprématie qui tend à s’éterniser… » (O.C. no 1) ;

- la caractérisation de la Russie comme un capitalisme d’Etat, solidaire de la contre-révolution et massacreur des insurgés de Kronstadt en 1921.

Cette clarification n’empêchera pas la disparition du groupe fin 1931. Auparavant, A. et D. Prudhommeaux avaient démissionné, les GOC perdant alors leur siège. Pappalardi, malade, dut abandonner toute activité jusqu’à sa mort en 1940. 
Alors que l’OC se désintégrait, le groupe et publication Spartacus (3 numéros) prend la relève cette même année 1931 sous la houlette des Prudhommeaux et de Jean Dautry (également ex-GOC). Spartacus publie les premières versions françaises (selon Prudhommeaux) du manifeste de Kronstadt et des articles de Rosa Luxemburg et Karl Liebknecht. Composé principalement d’immigrés allemands (8 militants ?), le groupe Spartacus exclue Prudhommeaux en septembre 1931 pour « absence de conscience politique et d’organisation ». Cette exclusion est rapidement suivie de la disparition du groupe. 
De septembre 1932 à juin 1933, Prudhommeaux et Dautry publient la revue « Correspondance internationale ouvrière », sans que cette publication soit liée à l’activité d’un groupe.
En 1933, Prudhommeaux participe à la campagne en faveur de Marinus Van der Lubbe et à la constitution de la section française du Comité de soutien à celui-ci. Ses premiers articles sur ce sujet paraissent dans Le Libertaire (n° 90-92, mars 1933), Il cesse cette collaboration lorsque Le Libertaire reprend à son compte les diffamations staliniennes contre van der Lubbe, et publie ses articles de soutien suivants dans La Revue anarchiste et Le Semeur. La même année, il publie avec Dori « Spartacus et la commune de Berlin, 1918-1919 ». La suite de son évolution ne se situe plus dans le cadre du communisme de conseil mais de l’anarchisme, bien qu’il échange par exemple des informations avec l’Union Communiste durant la guerre d’Espagne.

## Sources
- Michel Olivier, La gauche Bolchevik et le pouvoir ouvrier (1919-1927), Paris, 2009 www.leftcommunism.org .
- Michel Olivier, Le Groupe ouvrier du Parti communiste russe(1922-1937)- G. Miasnikov, Paris, décembre 2009 www.leftcommunism.org .